# Kande Vihara
Kande Vihara (cingalés  කන්දේ විහාරය) es un importante templo budista en el distrito de Kalutara, Sri Lanka. Recibe el nombre de 'Kande Vihara' (templo de montaña) porque está construido en la cima de una colina ubicada cerca de la ciudad de Aluthgama. Ha sido reconocido oficialmente por el gobierno de Sri Lanka como sitio arqueológico.

## Historia
Fue fundado por Karapagala Dewamitta Thero en 1734, bajo la dirección de Udugama Chandrasara Thero, quien entonces era el principal dirigente del templo Galapatha Raja Maha Vihara y alumno de Weliwita Sri Saranankara Thero. Desde entonces, el templo fue renovado y desarrollado bajo el patrocinio estatal, lo que lo llevó a convertirse en un importante santuario budista del país. En 1904, el Kshethrarama Pirivena, una institución educativa para monjes, se adjuntó al templo como resultado de los esfuerzos realizados por Hikkaduwe Sri Sumangala Thero, que hizo de este templo un centro estatal de aprendizaje budista.
La casa de la imagen, la estupa y el árbol sagrado Bodhi, rodeados por un muro octogonal, se consideran monumentos muy antiguos del templo. Se cree que el árbol Bodhi tiene más de 300 años. En 1935 se construyó la gran estupa del templo para encerrar una estupa más pequeña, construida por Udugama Chandrasara Thero en 1783.
En 2002, se colocó la primera piedra de una gigantesca estatua del Buda Samadhi, representando la posición de mudra, en las instalaciones del templo y se inauguró  al público en 2007, lo que hizo que el templo fuera más popular entre los devotos locales. La estatua mide 48,8 metros de altura y se considerada como una de las estatuas de Buda sentado más altas del mundo.

## El templo
El templo comprende la estupa, el árbol Bodhi, la cámara de reliquias, la casa de la imagen, el Upulvan Devalaya y los otros Devalas principales, incluidos el Kataragama y Pattini Devalaya. El árbol Bodhi, la sala de predicación y el Seema Malaka están situados fuera de las instalaciones del Vihara. La estupa ha sido construida en forma de campana y erigida dentro de un refugio octogonal.

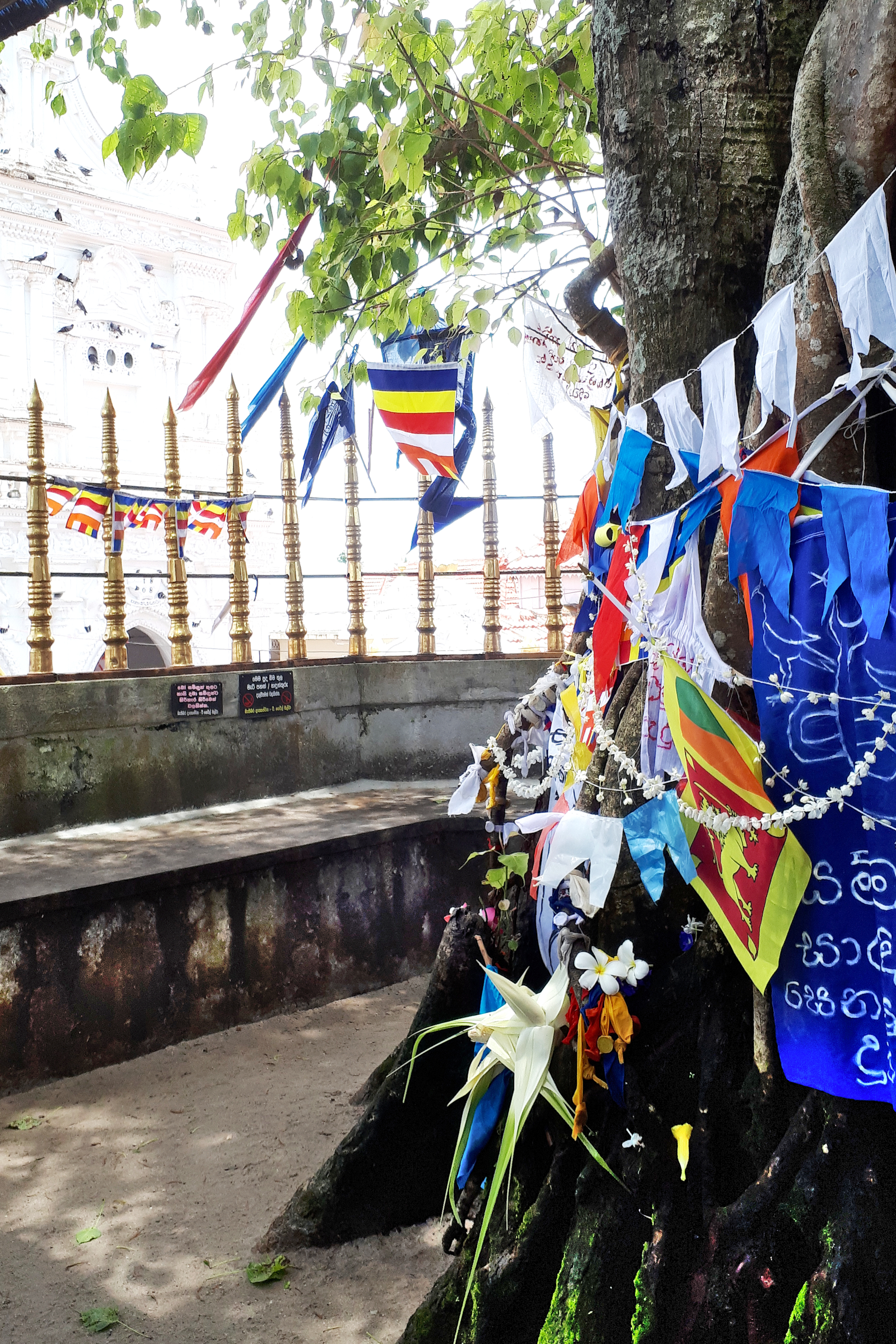
Votos hechos y atados en el árbol sagrado Bodhi en Kande Vihara, Aluthgama.

Se cree que la cámara de reliquias del templo es el edificio más antiguo del recinto. En la entrada de la cámara hay una losa de piedra lunar esculpida y un marco de puerta. Las paredes interiores y el techo de la cámara han sido adornados con frescos de la época de Kandy que pertenecen a la última parte del reino de Kandy. La casa de imágenes del templo consta de una cámara interior y una cámara exterior, y la entrada es una Torana con forma de imán con tres entradas en forma de arco. En el interior de la cámara interior se pueden ver tres imágenes de Buda en posturas de pie, sentada y durmiendo. Las paredes y los techos de ambas cámaras han sido decorados con historias de Jataka, momentos del viaje de la vida de Buda y varios tipos de otros murales.[cita requerida]